# Clobetasone
Clobetasone (INN) là một thuốc corticosteroid được sử dụng trong chuyên ngành da liễu, để điều trị các bệnh lý viêm da như chàm, bệnh vảy nến và các loại viêm da khác, và trong chuyên ngành nhãn khoa. Clobetasone butyrate dạng kem bôi tại chỗ gây ức chế yếu lên trục dưới đồi - tuyến yên - tuyến thượng thận.
Clobetasone butyrate lưu hành trên thị trường dưới tên thương mại là Eumosone hoặc Eumovate đều được sản xuất bởi công tyGlaxoSmithKline.
Trimovate còn bao gồm các thành phần oxytetracycline - một kháng sinh, và nystatin - một thuốc chống nấm.

## Cách sử dụng
Trong chuyên ngành da liễu clobetasone butyrate bôi tại chỗ giúp giảm triệu chứng ngứa và ban đỏ do chàm và viêm da.
Trong nhãn khoa, thuốc nhỏ mắt clobetasone butyrate 0.1% được sử dụng an toàn và hiệu quả trong điều trị khô mắt ở hội chứng Sjögren. Hội Chứng Sjögren là một hội chứng tự miễn dịch ảnh hưởng đến sự chế tiết dịch của các tuyến trong cơ thể gây ra rất nhiều chứng trong đó bao gồm khô mắt. Khi so sánh với các corticosteroid nhỏ mắt khác; clobetasone butyrate cho thấy tăng nhãn áp ít. Tăng nhãn áp có thể dẫn đến bệnh glôcôm một nhóm bệnh có những đặc điểm chung là nhãn áp tăng qua mức chịu đựng của mắt, lõm, teo đĩa thì thần kinh và tổn hại thị trường đặc hiệu.

## Tác dụng không mong muốn
Tác dụng không mong muốn khi sử dụng clobetasone kem và thuốc mỡ bao gồm: bỏng rát, ngứa, mỏng da, và thay đổi màu sắc da.